# 30 lat z wariatami
30 lat z wariatami – kompilacyjna płyta zawierająca utwory zespołu Big Cyc nagrane przez różnych wykonawców dla uczczenia 30-lecia grupy. Płyta została wydana w 2018 roku przez Universal Music. Autorem opracowania graficznego jest Konrad "Mucha" Moszyński. Do płyty dołączona jest 40 stronicowa wkładka-komiks.

To Big Cyc na sto różnych sposobów. Podany przez nasze od lat znajome i zaprzyjaźnione bandy, jak i te młode. Jest rock, punk, ska, reggae, ale też pop i electropop, i hip-hop. Pojawiają się nawet kabareciarze (...) no i metal.

## Lista utworów

### CD 1
1. Kobranocka – Berlin Zachodni
2. Dr Misio – Polacy
3. Poparzeni Kawą Trzy – Makumba
4. Nocny Kochanek – Wielka miłość do babci klozetowej
5. Piersi – Kumple Janosika
6. Skorup & Dino – Tu nie będzie rewolucji
7. De Mono – Aberdeen
8. Łowcy.B – Świat wg Kiepskich
9. Kabanos – Kapitan Żbik
10. Cała Góra Barwinków – Guma
11. Renata Przemyk – Nie ma tu nikogo
12. Bakshish – Viva! San Escobar (QŃ wersja)
13. Hunter – Dzieci Frankensteina
14. Gutek – Jeden za wszystkich
15. Darmozjady – Dramat fryzjerski
16. K.A.S.A. – Wszyscy święci
17. No Logo feat. Marysia Sadowska – Lecę w dół
18. Buka – Kręcimy pornola
19. Letni Chamski Podryw – Dziewczyny kochają niegrzecznych chłopaków
20. TNBC feat. Magda Grąziowska – Piosenka o Solidarności czyli wszystko gnije

### CD 2
1. Wilki – Dres
2. Enej – Nienawidzę szefa
3. Cyrk Deriglasoff – Jak słodko zostać świrem
4. Jelonek – Antoni wzywa do broni
5. Video – Sąsiedzi
6. Robert Cichy & Jarecki – Ja chcę leżeć
7. Farben Lehre – Piosenka Góralska
8. Piotr Bukartyk – To dla Ciebie miły bracie
9. Sztywny Pal Azji – Zbyszek Kieliszek
10. Niegrzeczni – Guma
11. Sobota – Dzieci Frankensteina
12. Ornette – Durna piosenka
13. Big Cyc & Piersi – Słuchawki
14. Bartas Szymoniak – Dziki kraj
15. Tabu – Kocham piwo
16. Mateo Colon – Twoje Glany
17. Parnas Brass Band – Rudy się żeni
18. Golden Life – Ballada o smutnym skinie
19. Big Cyc – Viva! San Escobar